# پریدووریتسا (بوینیک)
پریدووریتسا (به صربی: Pridvorica) یک منطقهٔ مسکونی در صربستان است که در بوینیک واقع شده‌است.